# Planistromella parryi
Planistromella parryi är en svampart som först beskrevs av Farl. ex Cooke, och fick sitt nu gällande namn av M.E. Barr 1996. Planistromella parryi ingår i släktet Planistromella och familjen Planistromellaceae.   Inga underarter finns listade i Catalogue of Life.